# Bob Burns (attore)
Bob Burns (Glendive, 21 novembre 1884 – Los Angeles, 14 marzo 1957) è stato un attore statunitense.
Attore specializzato in western, fu anche stuntman. Nella sua carriera, iniziata all'epoca del muto nel 1911 alla Vitagraph Company of America e durata fino ai tardi anni cinquanta, si contano oltre quattrocento film.

## Filmografia

### Cinema
- Her Cowboy Lover, regia di Rollin S. Sturgeon (1911)
- Their Charming Mama
- A Cowboy Damon and Pythias (1912)
- The Redemption of Ben Farland, regia di Rollin S. Sturgeon (1912)
- Her Brother, regia di Rollin S. Sturgeon (1912)
- The Troubled Trail, regia di Rollin S. Sturgeon (1912)
- Bill Wilson's Gal, regia di Rollin S. Sturgeon (1912)
- The Spirit of the Range, regia di Rollin S. Sturgeon (1912)
- The Better Man (1915)
- La nascita di una nazione (The Birth of a Nation), regia di David Wark Griffith (1915)
- Un pulcino nella stoppa (The Mollycoddle), regia di Victor Fleming (1920)
- Melting Millions, regia di Spencer Gordon Bennet (1927)
- I due rivali (The Cock-Eyed World), regia di Raoul Walsh (1929)
- Solo contro tutti (The Pocatello Kid), regia di Phil Rosen (1931)
- Il giustiziere del West (Sagebrush Trail), regia di Armand Schaefer (1933)
- Rhythm on the Range, regia di Norman Taurog (1936)
- Billy the Kid in Texas, regia di Sam Newfield (1940)

### Televisione
- Crossroads – serie TV, episodio 2x21 (1957)